# Freeway 3 (Iran)

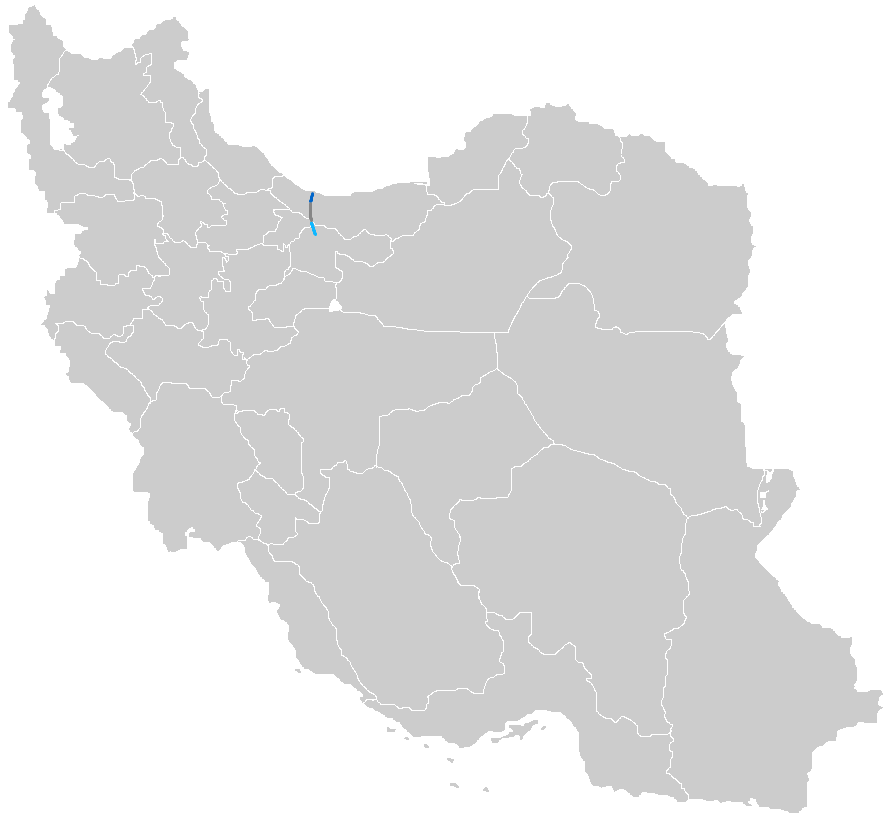

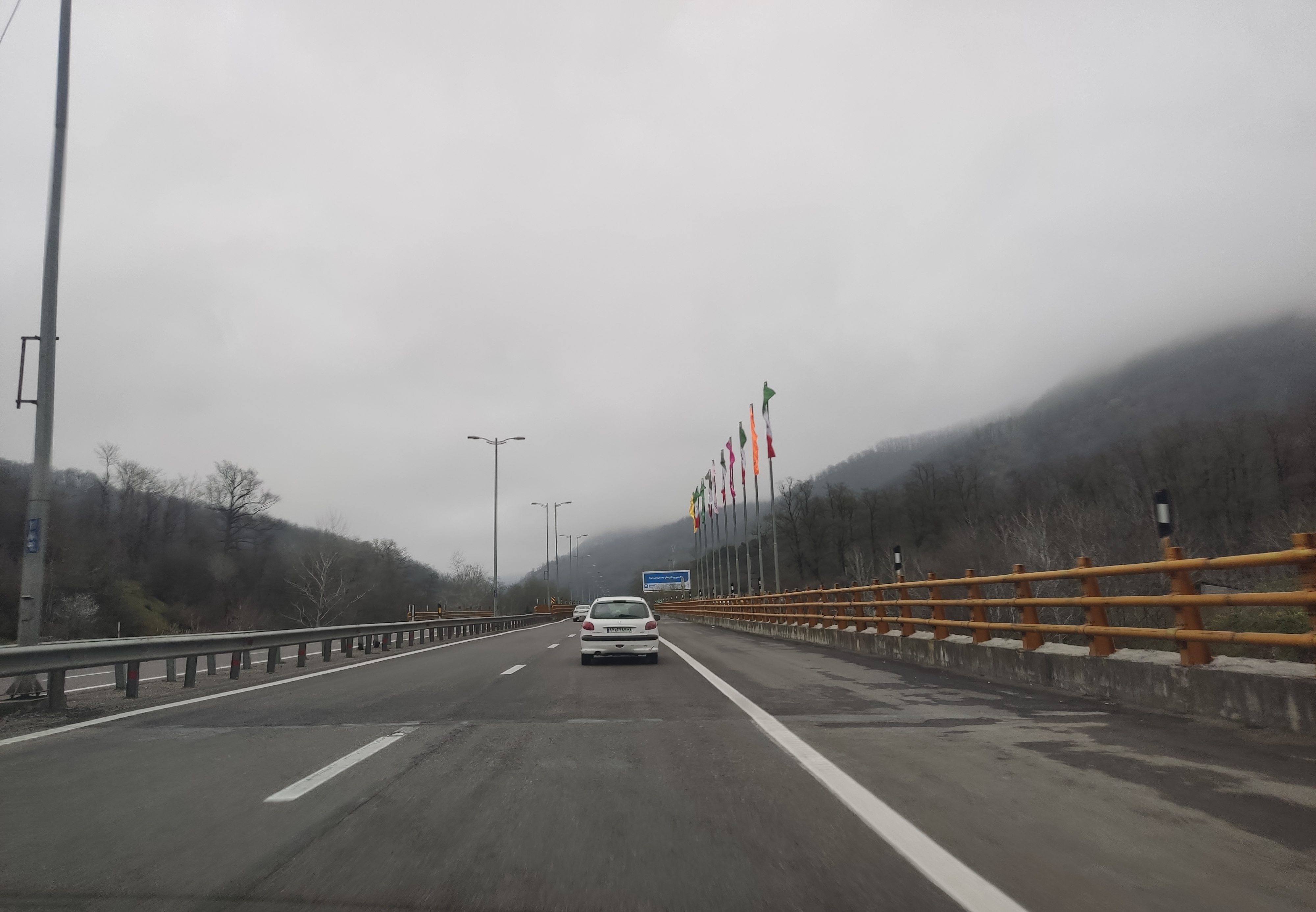

De Freeway 3 (Farsi:  آزادراه3) of Tehran-Shomal Freeway (Farsi: آزادراه تهران - شمال) is een autosnelweg in Iran. De snelweg is 122 kilometer lang en deels in aanbouw. Het voorlopig laatste deel van Freeway 3 werd geopend in 2023. De autosnelweg verbindt Teheran met steden in Mazaran.
Freeway 1 ·
Freeway 2 ·
Freeway 3 ·
Freeway 5 ·
Freeway 6 ·
Freeway 7 ·
Freeway 9 ·
Freeway 16 ·
Freeway 51